# Grieskirchen (district)
Het politieke district Bezirk Grieskirchen ligt in het centrum de Oostenrijkse deelstaat Opper-Oostenrijk. Het district ligt in het noorden van Oostenrijk, niet ver verwijderd van de grens met Duitsland. Het ligt ten noordwesten van de stad Wels en het heeft ongeveer 42.000 inwoners. Bezirk Grieskirchen bestaat uit een aantal gemeenten, die hieronder zijn opgesomd. Steden zijn er niet.

## Gemeenten
1. Aistersheim (786)
2. Bad Schallerbach (3287)
3. Bruck-Waasen (2302)
4. Eschenau im Hausruckkreis (1176)
5. Gallspach (2575)
6. Gaspoltshofen (3609)
7. Geboltskirchen (1412)
8. Grieskirchen (4807)
9. Haag am Hausruck (2047)
10. Heiligenberg (710)
11. Hofkirchen an der Trattnach (1510)
12. Kallham (2543)
13. Kematen am Innbach (1262)
14. Meggenhofen (1236)
15. Michaelnbach (1232)
16. Natternbach (2338)
17. Neukirchen am Walde (1686)
18. Neumarkt im Hausruckkreis (1447)
19. Peuerbach (2234)
20. Pollham (915)
21. Pötting (541)
22. Pram (1840)
23. Rottenbach (Opper-Oostenrijk) (1009)
24. Schlüßlberg (2998)
25. Sankt Agatha (2119)
26. Sankt Georgen bei Grieskirchen (967)
27. Sankt Thomas (460)
28. Steegen (1124)
29. Taufkirchen an der Trattnach (2093)
30. Tollet (871)
31. Waizenkirchen (3660)
32. Wallern an der Trattnach (2874)
33. Weibern (1587)
34. Wendling (833)